# Tycho (musicien)
Pour les articles homonymes, voir Tycho.
Scott Hansen est un musicien américain connu sous le nom de Tycho. C'est un artiste et producteur de musique ambient de San Francisco, il est aussi connu en tant que ISO50 pour ses photographies et ses travaux de design.
Début 2014, Tycho a signé avec Ghostly International mais ses musiques ont été publiées aussi avec Merck Records et Gammaphone Records. Sa musique est une combinaison de sons organiques (respiration, vent, sons naturels...).
Tycho a commencé en 2002 avec The Science of Patterns et réalise son 1er EP de 4 pistes. Son 1er album Sunrise Projector a été publié en 2002 par Gammaphone Records. Son 2e album Past Is Prologue a été publié par Gammaphone Records, en 2004, mais réédité en 2006 par Merck Records. Dive est sorti en 2011, Awake en 2014 et Epoch en 2016, tous trois publiés par Ghostly International,,. 

## Membres du Live (Tour)
Depuis le 9 juillet 2010, a San Francisco en Californie, les spectacles de Tycho ont inclus un orchestre live
, composé de :
- Scott Hansen - Synthétiseurs, guitare basse, guitare, visuels, programmation
- Zac Brown - Guitare basse, guitare
- Rory O'Connor, Matt McCord - Batterie
- Dusty - Guitare basse, piano, synthétiseurs
- Jessica Brown - Guitare basse, piano, synthétiseurs

## Discographie

### EPs
- The Science of Patterns (2002/2007, indépendant/Gammaphone ré-édition)
- Fragments / Ascension (2013, Ghostly International, split w/ Thievery Corporation)

### Singles
- Past is Prologue 12" sampler (2006, Merck Records)
- Adrift/From Home (2008, Ghostly International)
- The Daydream/The Disconnect (2007, Ghostly International)
- Coastal Brake (2009, Ghostly International)
- Hours (2011, Ghostly International)
- Dive (Radio Edit) (2011, Ghostly International)
- Dive (2012, Ghostly International)
- Awake (2013, Ghostly International)
- Montana (2014, Ghostly International)
- Spectre (2014, Ghostly International)
- See" (2014, Ghostly International)

### Remixes
- Little Dragon - "Little Man" (Tycho Remix)[10]
- Ulrich Schnauss - "I Take Comfort In Your Ignorance" (Tycho Remix)[11]
- Thievery Corporation - "Fragments" (Tycho Remix)[12]